# Juan Salvini
Juan Carlos Salvini – piłkarz argentyński, napastnik.
Salvini karierę piłkarską rozpoczął w 1940 roku w klubie CA Huracán. Razem z reprezentacją Argentyny wygrał turniej Copa Lipton 1945.
Jako piłkarz klubu Huracán wziął udział w turnieju Copa América 1946, gdzie Argentyna drugi raz z rzędu zdobyła tytuł mistrza Ameryki Południowej. Salvini zagrał w dwóch meczach - z Boliwią (zdobył 2 bramki) i Chile (w 12 minucie zastąpił go René Pontoni).
W Huracán grał do 1947 roku, po czym w 1948 roku przeniósł się do drużyny Racing Club de Avellaneda. Razem z Racingiem dwa razy z rzędu zdobył tytuł mistrza Argentyny - w 1949 roku i na koniec gry w klubie w 1950 roku. W lidze argentyńskiej Salvini rozegrał 174 mecze i zdobył 67 bramek.